# Edmund
Edmund ist ein männlicher Vorname.

## Namenstag
- Edmund der Märtyrer (um 840–869/870), König von East Anglia, am 20. November
- Edmund Rich von Abingdon (1170/1180–1240), am 16. November
- Edmund Campion (1540–1581), am 1. Dezember

## Varianten
- Edmond (englisch, französisch)
- Edmondo (italienisch)
- Eamon (irisch)
- Ödön (ungarisch)
- Eadmund (altenglisch)
- Emond

## Bekannte Namensträger

### Herrscher
- Edmund I. (England) (um 921–946), König von England
- Edmund II. (England) (um 989–1016), König von England
- Edmund von Ostanglien (um 840–869/870)
- Edmund Crouchback, 1. Earl of Lancaster (1245–1296)
- Edmund, Earl of Rutland (1443–1460), englischer Adliger
- Edmund, 2. Earl of Cornwall (1249–vor 1300), englischer Magnat

### Vorname

#### Edmund
- Edmund Aigner (1900–1968), österreichischer Politiker (SPÖ)
- Edmund Barton (1849–1920), australischer Premierminister
- Edmund Becker (* 1956), deutscher Fußballspieler und -trainer
- Edmund Burke (1729–1797), irisch-britischer Schriftsteller, Staatsphilosoph und Politiker in der Zeit der Aufklärung
- Edmund Conen (1914–1990), deutscher Fußballspieler
- Edmund Crispin (1921–1978), britischer Krimiautor und Komponist
- Edmund Czihak (* 1944), deutscher Motorradrennfahrer
- Edmund Herr (* 1937), deutscher Fußballspieler
- Edmund Herold (1901–1972), deutscher Pfarrer, Heimatdichter und Imker
- Edmund Hillary (1919–2008), neuseeländischer Bergsteiger, Erstbesteiger des Mount Everest (1953)
- Edmund Hoffmann (1907–1974), Mitbegründer des Bundes der Vertriebenen
- Edmund Husserl (1859–1938), österreichischer Philosoph und Mathematiker
- Edmund „Eddie“ Irvine junior (* 1965), britischer Automobilrennfahrer
- Edmund Kirchner (1815–1894), deutscher Jurist und Landrat
- Edmund Klotz (1855–1929), österreichischer Bildhauer
- Edmund Körner (1874–1940), deutscher Architekt
- Edmund Krenn (1845–1902), österreichischer Maler
- Edmund Landau (1877–1938), deutscher Mathematiker und Hochschullehrer
- Edmund Lange (1855–1932), deutscher Philologe, Historiker und Bibliothekar
- Edmund Löns (1880–1964), deutscher Forstmann und Kynologe
- Edmund Lowe (1890–1971), US-amerikanischer Schauspieler
- Edmund May (1859–1914), deutscher Theaterdirektor, Journalist und Verleger
- Edmund May (1876–1956), deutscher Architekt und Fachschullehrer
- Edmund ter Meer (1852–1931), deutscher Chemiker und Unternehmer
- Edmund Meusel (1876–1960), deutscher Bildhauer
- Edmund Muskie (1914–1996), US-amerikanischer Politiker
- Edmund von Neusser (1852–1912), österreichischer Mediziner und Pianist
- Edmund Nick (1891–1974), deutscher Komponist
- Edmund Noortwyck (1890–1954), deutscher Jurist, Verwaltungsbeamter und Politiker
- Edmund Pulheim (1903–unbekannt),  deutscher Fußballspieler und -funktionär
- Edmund Purdom (1924–2009), britischer Schauspieler
- Edmund Rumpler (1872–1940), österreichischer Flugzeug- und Automobilkonstrukteur
- Edmund Sode (1856–1922), deutscher Bildhauer und Keramikdesigner
- Edmund Spenser (* um 1552; † 1599), englischer Dichter des elisabethanischen Zeitalters
- Edmund Stadler (Leichtathlet) (1908–1979), deutscher Mittelstreckenläufer
- Edmund Stadler (Theaterwissenschaftler) (1912–2005), Schweizer Theaterwissenschaftler
- Edmund Stierschneider (1911–1995), österreichischer Maler, Kunstlehrer und Zeitungsverleger
- Edmund Stoiber (* 1941), deutscher Politiker (CSU)
- Edmund Casimir Szoka (1927–2014), US-amerikanischer Kardinal
- Edmund Tull (1870–1911), ungarischer Maler

#### Edmond
- Edmond About (1828–1885), französischer Schriftsteller
- Edmond Aman-Jean (1858–1936), französischer Maler
- Edmond Apéti (1946/47–1972), togoischer Fußballspieler
- Edmond Audran (1840–1901), französischer Musiker und Komponist
- Edmond Baudoin (* 1942), französischer Karikaturist und Comiczeichner
- Edmond Bille (1878–1959), Schweizer Künstler
- Edmond Bruce (1899–1973), US-amerikanischer Elektroingenieur
- Edmond Cartwright (1743–1823), britischer Erfinder
- Edmond Davall der Jüngere (1793–1860), Schweizer Förster
- Edmond Etling (* vor 1909; † etwa 1940), französischer Kunsthändler, Galerist und Hersteller hochwertiger Dekorationsgegenstände im Stil des Art déco
- Edmond John Fitzmaurice (1881–1962), irisch-US-amerikanischer Bischof
- Edmond de Goncourt (1822–1896), französischer Autor und Literaturkritiker
- Edmond Halley (1656–1741), englischer Astronom, Mathematiker, Kartograph, Geophysiker und Meteorologe
- Edmond Hamilton (1904–1977), US-amerikanischer Science-Fiction-Autor
- Edmond Haxhinasto (1966), albanischer Politiker
- Edmond Jabès (1912–1991), französischer Schriftsteller und Dichter
- Edmond Kaiser (1914–2000), Schweizer Menschenrechtler
- Edmond Kapllani (1982), albanischer Fußballspieler
- Edmond Locard (1877–1966), französischer Arzt und Jurist
- Edmond Mouche (1899–1989), französischer Autorennfahrer
- Edmond Nocard (1850–1903), französischer Tierarzt und Bakteriologe, Pionier der Mikrobiologie und Infektiologie
- Edmond O’Brien (1915–1985), US-amerikanischer Schauspieler
- Edmond Potonié-Pierre (1829–1902), französischer Pazifist
- Edmond Privat (1889–1962), Schweizer Journalist und Historiker
- Edmond de Rothschild (1845–1934), französischer Mäzen und Sammler
- Edmond Safra (1931–1999), libanesisch-brasilianischer Bankier und Multimilliardär
- Edmond Tapsoba (* 1999), burkinischer Fußballspieler
- Edmond Vansteenberghe (1881–1943), französischer Philosophiehistoriker und katholischer Theologe, Bischof von Bayonne
- Edmond Yon (1841–1897), französischer Landschaftsmaler, Aquarellist und Lithograf
- Edmond Zhulali (* 1960), albanischer Komponist, Musikproduzent und Dozent

### Familienname
- Kyle Edmund (* 1995), britischer Tennisspieler
- Alan St Edmund, schottischer Geistlicher und Minister

### Fiktive Figuren
- Edmund Pevensie, einer der Hauptcharaktere in Büchern von C.S. Lewis
- Edmund, unehelicher Sohn des Grafen von Gloucester, in William Shakespeares „King Lear“
- Edmund Blackadder, Protagonist der BBC-Serie „Blackadder“
- Edmund Sackbauer, Hauptfigur der österreichischen Fernsehserie „Ein echter Wiener geht nicht unter“

### Unternehmen
- C. Edmund & Company, ein ehemaliger britischer Kraftfahrzeughersteller

### Band
- Edmund (Band), österreichische Band